# رضا جر
رضا جر، روستایی در دهستان بنجار بخش مرکزی شهرستان زابل در استان سیستان و بلوچستان ایران است.

## جمعیت
بر پایه سرشماری عمومی نفوس و مسکن در سال ۱۳۹۵، جمعیت این روستا برابر با ۵۲۹ نفر (۱۳۵ خانوار) بوده‌است.